# Площадь Теразие
Площадь Теразие — центральная площадь и одноимённый микрорайон в Белграде, столице Сербии. Располагается на территории муниципалитета Стари-Град, в самой старой части Белграда.
Продолговатая площадь Теразие — излюбленное место встреч белградцев, их прогулок и свиданий. В районе площади расположены театры, музеи, памятники, наиболее известный — памятник князю Михаилу, сидящему на бронзовом коне.
За площадью Теразие начинается главный проспект столицы — улица Сербских властителей. От Теразие отходит также бульвар Революции, проложенный на месте древней дороги времён Римской империи. Позднее это была дорога рабов и янычаров на Стамбул. Украшают бульвар скульптуры чёрных коней, изваянные скульптором Росандичем, перед величественным зданием Скупщины (парламента).

На площади Теразие расположены многие значительные сооружения Белграда, среди которых крупнейшие гостиницы, рестораны, магазины и другие сооружения (гостиницы «Париж» и «Москва», дворец «Албания», крупнейший на Балканах «Макдоналдс» и др.).

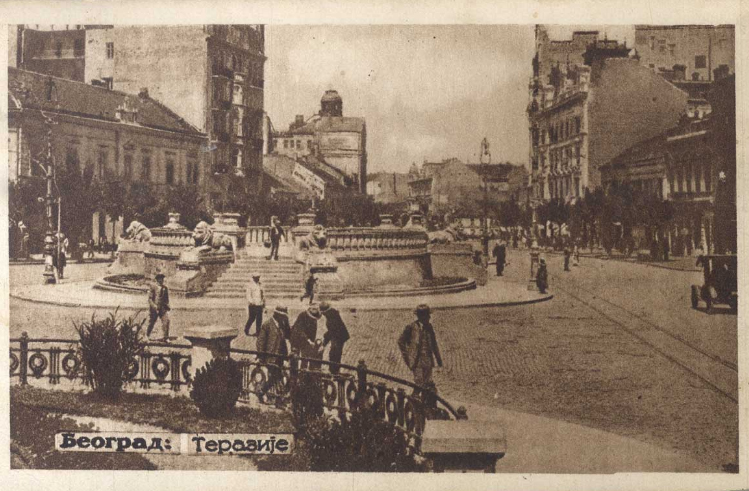
Площадь Теразие в 1925 году
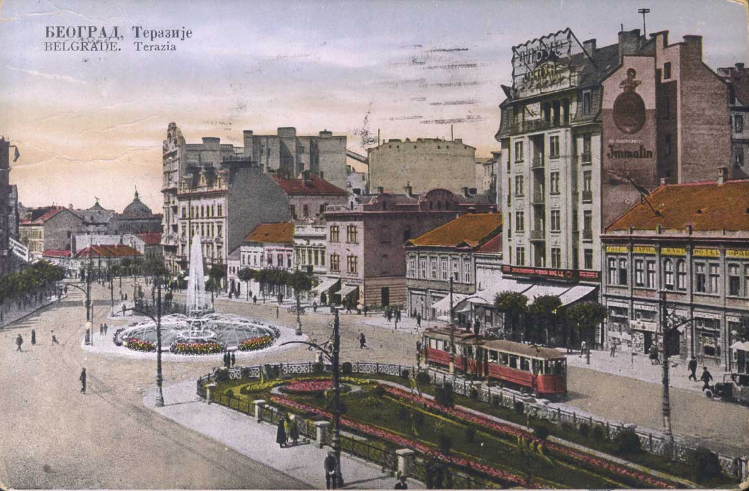
Площадь Теразие в 1934 году.
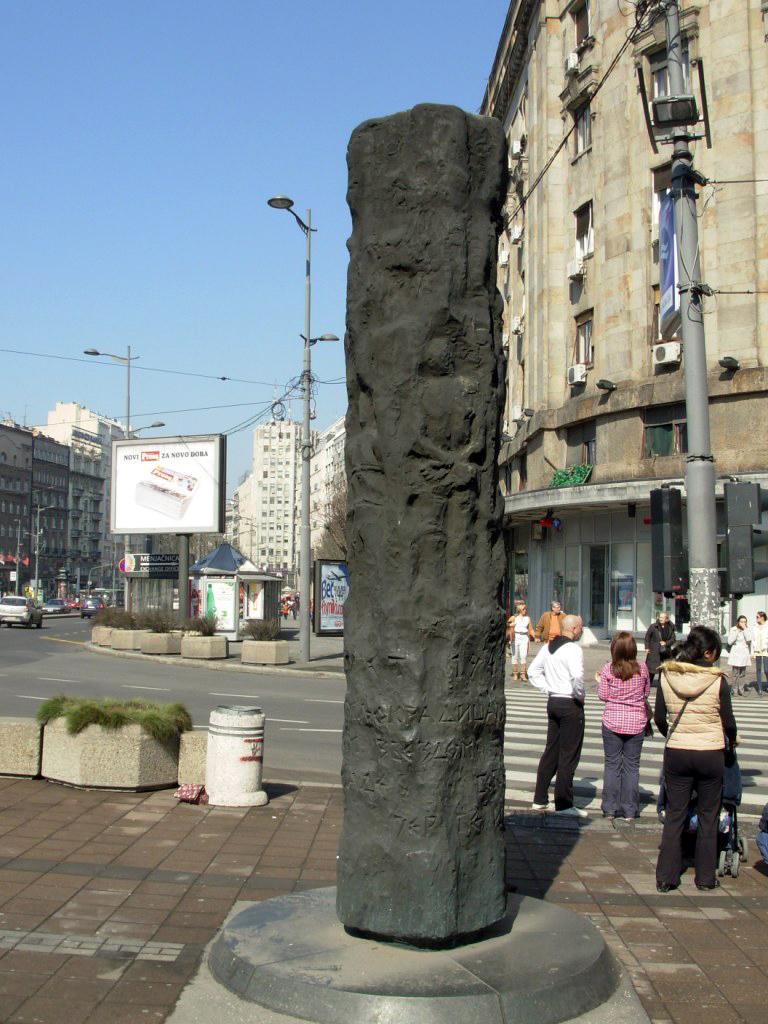
Памятник повешенным в память жертвам августа 1941 года
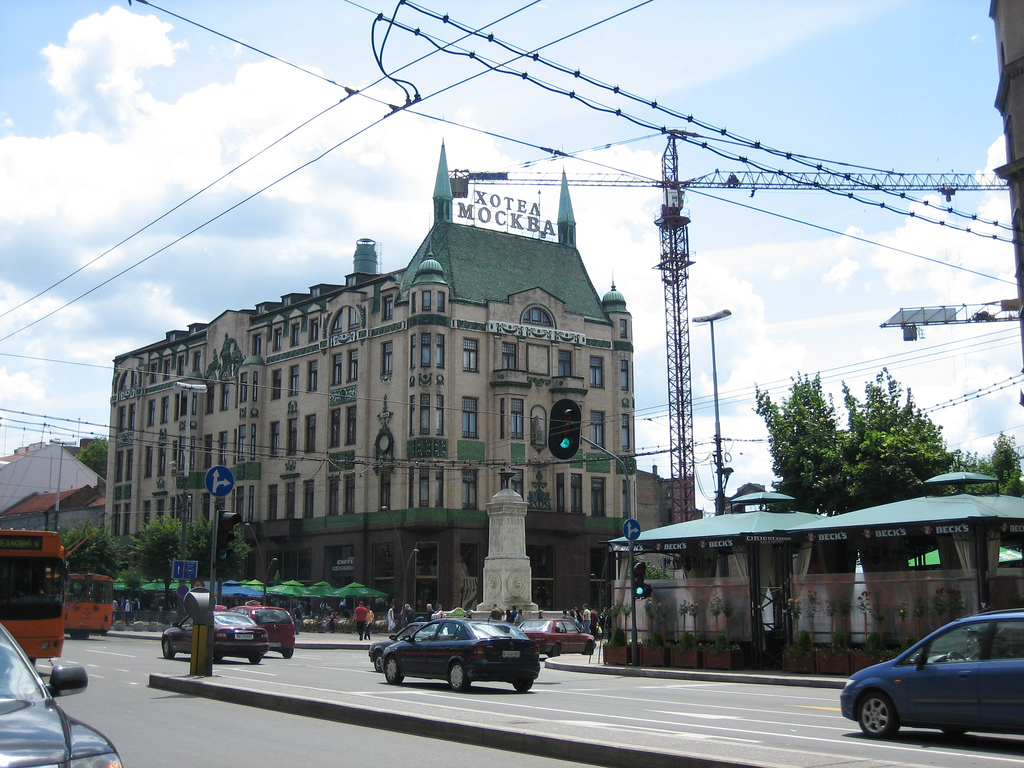
Отель «Москва» и фонтан «Четыре льва»
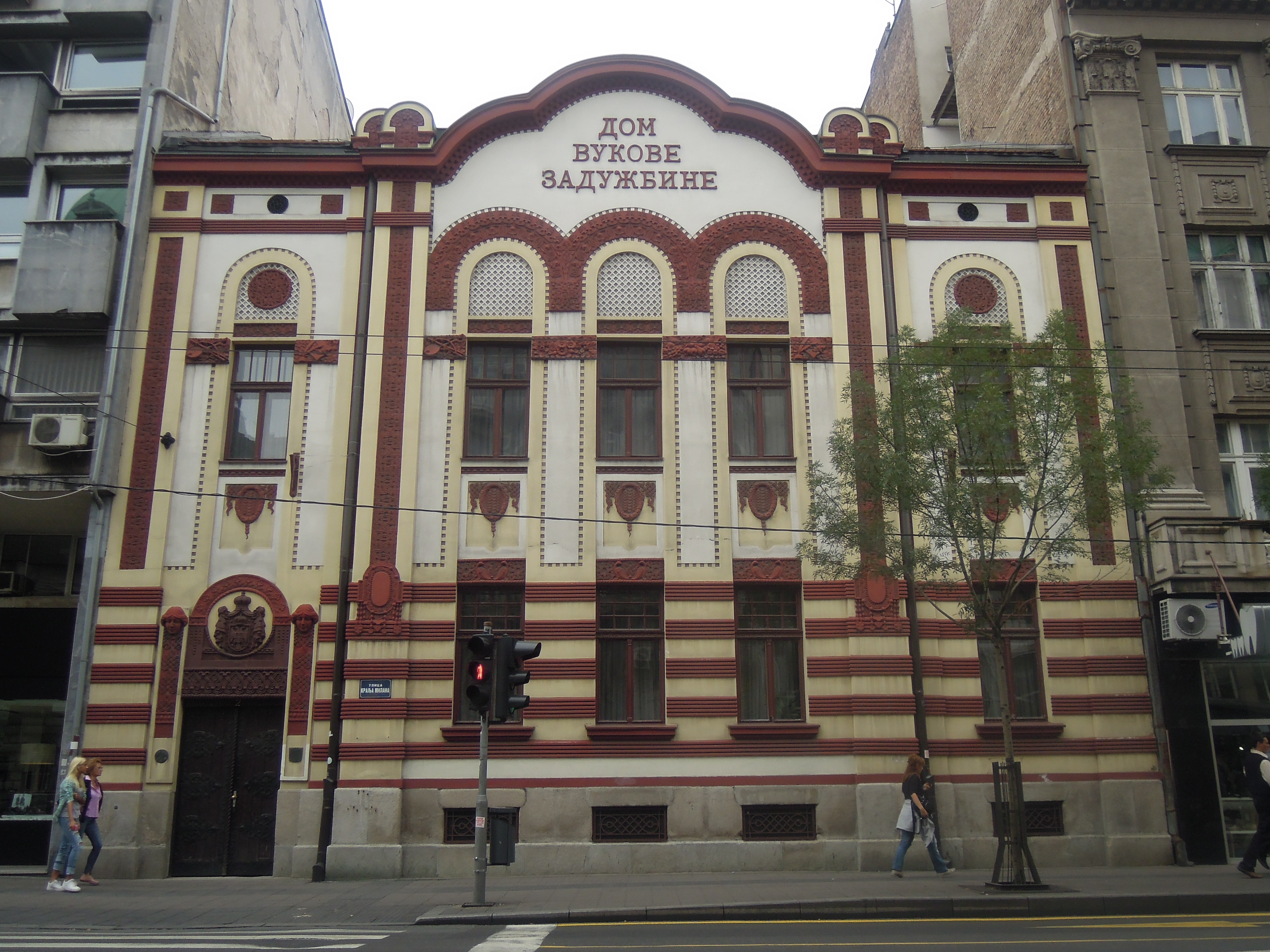
Здание министерства просвещения